# Taungoo

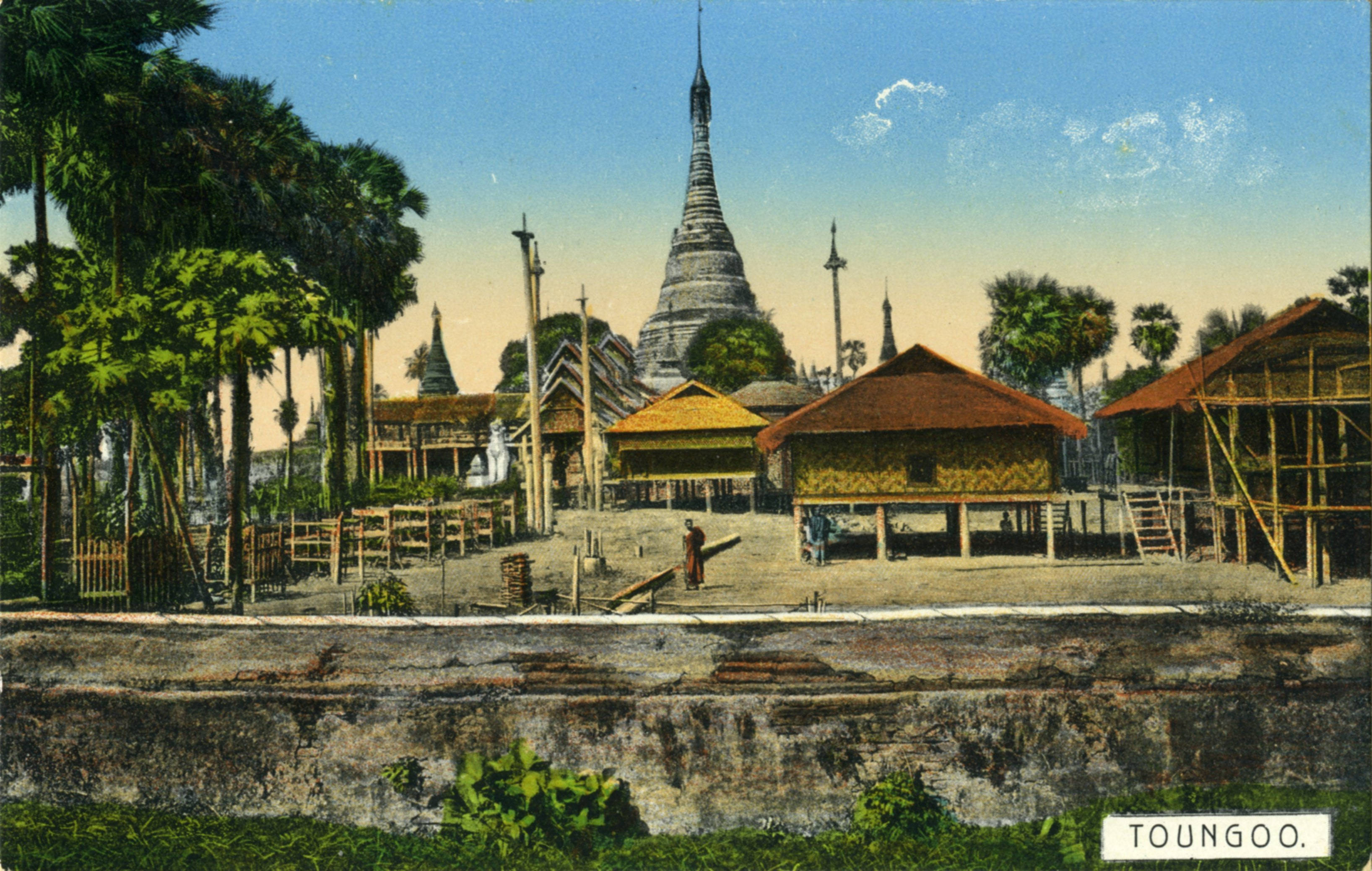
Cảnh Taungoo trong một bưu ảnh cũ (Ahuja)

Taungoo (tiếng Miến Điện: တောင်ငူမြို့; MLCTS: taung ngu mrui., phát âm [tàʊɰ̃ŋù mjo̰] Tauñngu myoú; tiếng Karen S'gaw: တီအူ; also còn được viết là Toungoo) là một thành phố của Myanmar ở Vùng Bago, cách Yangon khoảng 220 km. Thành phố từng là kinh đô suốt 155 năm từ năm 1510 của triều Taungoo, một trong các vương quốc của người Miến kế tiếp vương triều Pagan. Tuy nhiên, không còn nhiều di tích của kinh đô cũ, ngoại trừ tường thành bốn phía và một số đền, chùa.
Kinh tế Taungoo dựa nhiều vào khai thác gỗ và làm nông nghiệp. Đặc sản nổi tiếng của Taungoo là cau. Người Myanmar có câu ngạn ngữ: "Muốn ăn trầu thì đến Taungoo".

## Khí hậu
Taungoo có khí hậu xavan nhiệt đới (phân loại khí hậu Köppen Aw) giáp với khí hậu nhiệt đới gió mùa (phân loại khí hậu Köppen Am). Nhiệt độ nóng quanh năm và những tháng trước gió mùa (tháng 3–tháng 5) đặc biệt nóng với nhiệt độ tối đa trung bình vượt quá 35 °C (95 °F). Có một mùa đông khô (tháng 11 đến tháng 3) và mùa hè ẩm ướt (tháng 4 đến tháng 10).
| Dữ liệu khí hậu của Taungoo (1981–2010, nhiệt độ tối đa/tối thiểu 1942–1994) | Dữ liệu khí hậu của Taungoo (1981–2010, nhiệt độ tối đa/tối thiểu 1942–1994) | Dữ liệu khí hậu của Taungoo (1981–2010, nhiệt độ tối đa/tối thiểu 1942–1994) | Dữ liệu khí hậu của Taungoo (1981–2010, nhiệt độ tối đa/tối thiểu 1942–1994) | Dữ liệu khí hậu của Taungoo (1981–2010, nhiệt độ tối đa/tối thiểu 1942–1994) | Dữ liệu khí hậu của Taungoo (1981–2010, nhiệt độ tối đa/tối thiểu 1942–1994) | Dữ liệu khí hậu của Taungoo (1981–2010, nhiệt độ tối đa/tối thiểu 1942–1994) | Dữ liệu khí hậu của Taungoo (1981–2010, nhiệt độ tối đa/tối thiểu 1942–1994) | Dữ liệu khí hậu của Taungoo (1981–2010, nhiệt độ tối đa/tối thiểu 1942–1994) | Dữ liệu khí hậu của Taungoo (1981–2010, nhiệt độ tối đa/tối thiểu 1942–1994) | Dữ liệu khí hậu của Taungoo (1981–2010, nhiệt độ tối đa/tối thiểu 1942–1994) | Dữ liệu khí hậu của Taungoo (1981–2010, nhiệt độ tối đa/tối thiểu 1942–1994) | Dữ liệu khí hậu của Taungoo (1981–2010, nhiệt độ tối đa/tối thiểu 1942–1994) | Dữ liệu khí hậu của Taungoo (1981–2010, nhiệt độ tối đa/tối thiểu 1942–1994) |
| Tháng                                                                        | 1                                                                            | 2                                                                            | 3                                                                            | 4                                                                            | 5                                                                            | 6                                                                            | 7                                                                            | 8                                                                            | 9                                                                            | 10                                                                           | 11                                                                           | 12                                                                           | Năm                                                                          |
| ---------------------------------------------------------------------------- | ---------------------------------------------------------------------------- | ---------------------------------------------------------------------------- | ---------------------------------------------------------------------------- | ---------------------------------------------------------------------------- | ---------------------------------------------------------------------------- | ---------------------------------------------------------------------------- | ---------------------------------------------------------------------------- | ---------------------------------------------------------------------------- | ---------------------------------------------------------------------------- | ---------------------------------------------------------------------------- | ---------------------------------------------------------------------------- | ---------------------------------------------------------------------------- | ---------------------------------------------------------------------------- |
| Cao kỉ lục °C (°F)                                                           | 35.6 (96.1)                                                                  | 40.0 (104.0)                                                                 | 42.8 (109.0)                                                                 | 42.8 (109.0)                                                                 | 42.2 (108.0)                                                                 | 38.9 (102.0)                                                                 | 37.2 (99.0)                                                                  | 36.1 (97.0)                                                                  | 37.2 (99.0)                                                                  | 37.2 (99.0)                                                                  | 35.0 (95.0)                                                                  | 38.9 (102.0)                                                                 | 42.8 (109.0)                                                                 |
| Trung bình ngày tối đa °C (°F)                                               | 30.9 (87.6)                                                                  | 33.9 (93.0)                                                                  | 36.6 (97.9)                                                                  | 37.9 (100.2)                                                                 | 35.1 (95.2)                                                                  | 31.1 (88.0)                                                                  | 30.2 (86.4)                                                                  | 30.1 (86.2)                                                                  | 31.6 (88.9)                                                                  | 32.7 (90.9)                                                                  | 31.5 (88.7)                                                                  | 30.2 (86.4)                                                                  | 32.7 (90.9)                                                                  |
| Tối thiểu trung bình ngày °C (°F)                                            | 15.0 (59.0)                                                                  | 16.5 (61.7)                                                                  | 20.4 (68.7)                                                                  | 24.3 (75.7)                                                                  | 24.6 (76.3)                                                                  | 23.9 (75.0)                                                                  | 23.7 (74.7)                                                                  | 23.8 (74.8)                                                                  | 23.8 (74.8)                                                                  | 23.3 (73.9)                                                                  | 20.4 (68.7)                                                                  | 16.5 (61.7)                                                                  | 21.4 (70.5)                                                                  |
| Thấp kỉ lục °C (°F)                                                          | 8.3 (46.9)                                                                   | 8.3 (46.9)                                                                   | 12.2 (54.0)                                                                  | 16.1 (61.0)                                                                  | 13.9 (57.0)                                                                  | 18.3 (64.9)                                                                  | 21.1 (70.0)                                                                  | 20.0 (68.0)                                                                  | 17.8 (64.0)                                                                  | 17.8 (64.0)                                                                  | 12.2 (54.0)                                                                  | 9.4 (48.9)                                                                   | 8.3 (46.9)                                                                   |
| Lượng mưa trung bình mm (inches)                                             | 2.6 (0.10)                                                                   | 4.0 (0.16)                                                                   | 7.3 (0.29)                                                                   | 32.6 (1.28)                                                                  | 204.3 (8.04)                                                                 | 355.9 (14.01)                                                                | 417.7 (16.44)                                                                | 451.7 (17.78)                                                                | 282.5 (11.12)                                                                | 149.9 (5.90)                                                                 | 48.0 (1.89)                                                                  | 2.6 (0.10)                                                                   | 1.959,1 (77.13)                                                              |
| Nguồn 1: Viện Khí tượng Na Uy                                                |                                                                              |                                                                              |                                                                              |                                                                              |                                                                              |                                                                              |                                                                              |                                                                              |                                                                              |                                                                              |                                                                              |                                                                              |                                                                              |
| Nguồn 2: Sistema de Clasificación Bioclimática Mundial (kỷ lục)              |                                                                              |                                                                              |                                                                              |                                                                              |                                                                              |                                                                              |                                                                              |                                                                              |                                                                              |                                                                              |                                                                              |                                                                              |                                                                              |